# Ministero degli affari esteri (Israele)
Il Ministero degli affari esteri dello Stato di Israele (in ebraico: מִשְׂרַד הַחוּץ, traslitterato: Misrad HaHutz) è il dicastero del governo israeliano deputato a promuovere e mantenere relazioni economiche, culturali e scientifiche con le altre nazioni.
La sede del ministero è nel quartiere Givat Ram di Gerusalemme, e l'attuale ministro è Gideon Sa'ar.

## Storia
Durante la formazione del governo del futuro stato d'Israele la sede del Ministero era presso Sarona, vicino a Tel Aviv, e il primo ministro degli affari esteri fu Moshe Sharett, presidente dell'Agenzia ebraica e successivo primo ministro.

## Relazioni diplomatiche
Israele intrattiene relazioni diplomatiche con 159 paesi. Gestisce 77 ambasciate, 19 consolati generali e 5 missioni speciali: una missione presso le Nazioni Unite (New York), una missione presso le istituzioni delle Nazioni Unite a Ginevra, Parigi e Vienna e con l'ambasciatore presso l'Unione europea (Bruxelles).
Nell'ottobre 2000, il Marocco, la Tunisia e il Sultanato dell'Oman hanno chiuso gli uffici israeliani nei loro Paesi e sospeso le relazioni con Israele. Il Venezuela e la Bolivia hanno rotto i legami diplomatici con Israele nel gennaio 2009, sulla scia dell'operazione IDF contro Hamas a Gaza.

## Edificio del ministero degli affari esteri
Il nuovo edificio del Ministero degli affari esteri israeliano a Kiryat Ben-Gurion, il complesso governativo vicino alla Knesset, è stato progettato dagli architetti di Gerusalemme Kolker, Kolker ed Epstein in associazione con Diamond, Donald, Schmidt & Co. di Toronto. L'edificio è composto da tre ali: una ospita gli uffici del ministro degli esteri e del direttore generale, un'altra ospita il corpo diplomatico e la biblioteca e la terza è utilizzata per i ricevimenti. Le pareti esterne della sala ricevimenti incorporano lastre di onice che diffondono una luce ambrata. Nel giugno 2001, il design ha vinto il premio per eccellenza del Royal Institute of Architects del Canada.

## Lista dei ministri degli affari esteri
| #  | Ministro           | Partito                                                | Governo            | Mandato                             | Note                                               |
| -- | ------------------ | ------------------------------------------------------ | ------------------ | ----------------------------------- | -------------------------------------------------- |
| 1  | Moshe Sharett      | Mapai                                                  | Ben-Gurion         | 15 maggio 1948 - 18 giugno 1956     | Come primo ministro 1954–1955                      |
| 2  | Golda Meir         | Mapai Allineamento                                     | Ben-Gurion Eshkol  | 18 giugno 1956 - 12 gennaio 1966    |                                                    |
| 3  | Abba Eban          | Allineamento Partito Laburista Israeliano Allineamento | Eshkol Meir        | 13 gennaio 1966 - 2 giugno 1974     |                                                    |
| 4  | Yigal Allon        | Allineamento                                           | Rabin              | 3 giugno 1974 - 19 giugno 1977      |                                                    |
| 5  | Moshe Dayan        | Indipendente                                           | Begin              | 20 giugno 1977 - 23 ottobre 1979    |                                                    |
| 6  | Menachem Begin     | Likud                                                  | Begin              | 23 ottobre 1979 - 10 marzo 1980     | Come primo ministro                                |
| 7  | Yitzhak Shamir     | Likud                                                  | Begin Shamir Peres | 10 marzo 1980 - 20 ottobre 1986     | Come primo ministro 1983–1984                      |
| 8  | Shimon Peres       | Allineamento                                           | Shamir             | 20 ottobre 1986 - 23 dicembre 1988  |                                                    |
| 9  | Moshe Arens        | Likud                                                  | Shamir             | 23 dicembre 1988 - 12 giugno 1990   |                                                    |
| 10 | David Levy         | Likud                                                  | Shamir             | 13 giugno 1990 - 13 luglio 1992     |                                                    |
| –  | Shimon Peres       | Partito Laburista Israeliano                           | Rabin              | 14 luglio 1992 - 22 novembre 1995   |                                                    |
| 11 | Ehud Barak         | Partito Laburista Israeliano                           | Peres              | 22 novembre 1995 - 18 giugno 1996   | Extraparlamentare                                  |
| –  | David Levy         | Gesher                                                 | Netanyahu          | 18 giugno 1996 - 6 gennaio 1998     |                                                    |
| 12 | Benjamin Netanyahu | Likud                                                  | Netanyahu          | 6 gennaio 1998 - 13 ottobre 1998    | Come primo ministro                                |
| 13 | Ariel Sharon       | Likud                                                  | Netanyahu          | 13 ottobre 1998 - 6 giugno 1999     |                                                    |
| –  | David Levy         | Un Israele                                             | Barak              | 6 giugno 1999 - 4 agosto 2000       |                                                    |
| –  | Ehud Barak         | Un Israele                                             | Barak              | 4 agosto 2000 - 10 agosto 2000      | Come primo ministro                                |
| 14 | Shlomo Ben-Ami     | Un Israele                                             | Barak              | 10 agosto 2000 - 7 marzo 2001       |                                                    |
| –  | Shimon Peres       | Partito Laburista Israeliano                           | Sharon             | 7 marzo 2001 - 2 novembre 2002      |                                                    |
| –  | Ariel Sharon       | Likud                                                  | Sharon             | 2 novembre 2002 - 6 novembre 2002   | Come primo ministro                                |
| –  | Benjamin Netanyahu | Likud                                                  | Sharon             | 6 novembre 2002 - 28 febbraio 2003  |                                                    |
| 15 | Silvan Shalom      | Likud                                                  | Sharon             | 28 febbraio 2003 - 16 gennaio 2006  |                                                    |
| 16 | Tzipi Livni        | Kadima                                                 | Olmert             | 18 gennaio 2006 - 1º aprile 2009    |                                                    |
| 17 | Avigdor Lieberman  | Israel Beitenu                                         | Netanyahu          | 1º aprile 2009 - 18 dicembre 2012   |                                                    |
| –  | Benjamin Netanyahu | Likud                                                  | Netanyahu          | 18 dicembre 2012 - 11 novembre 2013 | Come primo ministro                                |
| –  | Avigdor Lieberman  | Yisrael Beiteinu                                       | Netanyahu          | 11 novembre 2013 - 6 maggio 2015    |                                                    |
| –  | Benjamin Netanyahu | Likud                                                  | Netanyahu          | 14 maggio 2015 - 17 febbraio 2019   | Come primo ministro                                |
| 18 | Yisrael Katz       | Likud                                                  | Netanyahu          | 17 febbraio 2019 - 16 maggio 2020   |                                                    |
| 19 | Gabi Ashkenazi     | Israel Beitenu                                         | Netanyahu          | 17 maggio 2020 - 13 giugno 2021     |                                                    |
| 20 | Yair Lapid         | Yesh Atid                                              | Bennett            | 13 giugno 2021 - 29 dicembre 2022   | Come primo ministro 1 luglio 2022–29 dicembre 2022 |
| 21 | Eli Cohen          | Likud                                                  | Netanyahu          | 29 dicembre 2022 - 1 gennaio 2024   |                                                    |
| –  | Yisrael Katz       | Likud                                                  | Netanyahu          | 1 gennaio - 5 novembre 2024         |                                                    |
| –  | Gideon Sa'ar       | Nuova Speranza                                         | Netanyahu          | 5 novembre 2024 - in carica         |                                                    |

### Vice ministri
| #  | Vice ministro      | Partito                                | Governo      | Mandato                             |
| -- | ------------------ | -------------------------------------- | ------------ | ----------------------------------- |
| 1  | Yehuda Ben-Meir    | Partito Nazionale Religioso Gesher CSR | Begin Shamir | 11 agosto 1981 - 13 settembre 1984  |
| 2  | Roni Milo          | Likud                                  | Peres        | 24 settembre 1984 - 20 ottobre 1986 |
| 3  | Benjamin Netanyahu | Likud                                  | Shamir       | 26 dicembre 1988 - 11 novembre 1991 |
| 4  | Yossi Beilin       | Partito Laburista Israeliano           | Rabin        | 4 agosto 1992 - 17 luglio 1995      |
| 5  | Eli Dayan          | Partito Laburista Israeliano           | Peres        | 24 luglio 1995 - 18 giugno 1996     |
| 6  | Nawaf Massalha     | Un Israele                             | Barak        | 5 agosto 1999 - 7 marzo 2001        |
| 7  | Michael Melchior   | Meimad                                 | Sharon       | 7 marzo 2001 - 2 novembre 2002      |
| 8  | Majalli Wahabi     | Kadima                                 | Olmert       | 29 ottobre 2007 - 31 marzo 2009     |
| 9  | Danny Ayalon       | Israel Beitenu                         | Netanyahu    | 31 marzo 2009 - 18 marzo 2013       |
| 10 | Ze'ev Elkin        | Likud                                  | Netanyahu    | 18 marzo 2013 - 12 maggio 2014      |
| 11 | Tzachi Hanegbi     | Likud                                  | Netanyahu    | 2 giugno 2014 - 6 maggio 2015       |
| 12 | Tzipi Hotovely     | Likud                                  | Netanyahu    | 19 maggio 2015 - 21 aprile 2020     |
| 12 | Idan Roll          | Yesh Atid                              | Netanyahu    | 12 giugno 2021 - 29 dicembre 2022   |